# Trač
Trač (iz njemačkog Tratsch) je riječ koja označava sitno ogovaranje, klevetanje, pričanje ili brbljanje o bezazlenim temama.

## Brzina širenja trača
Znanstvenici Rimskog Informatičkog fakulteta La Sapienca, uz pomoć američkih matematičara, razvili su jednadžbu kako bi utvrdili kolika je moć Interneta ("twittera", blogova i "facebooka") pri širenju glasina. Sudeći po jednadžbi, vrijeme potrebno da se trač proširi po internetu srazmjerno je točki presjeka svih komunikacija korisnika i ukupnog broja korisnika koji komuniciraju podijeljeno s vrijednošću protoka informacija. Sastav s Alesandrom Pankonezijem na čelu je izazvao pozornost javnosti, o čemu svjedoči i izlaganje na prestižnom simpoziju na Cambridgeu. Istraživanje je pokazalo da trač može obići svijet za manje od minute. Časopis koji je objavio istraživanje, "Corriere della Sera", je čak usporedio brzinu kojom je Tiger Woods pao u nemilost zbog ljubavne veze s brzinom kojom je, preko Plutarha, u povijesti zabilježena Ciceronova paljba o Cezarovoj seksualnosti - oko 150. pr. Kr.

## Istraživanja
Psiholozi sa sveučilištu u St. Louisu su ispitivali koliko su ljudi koji se bave tračevima sretni. Tijekom četverodnevnog ispitivanja sedamdeset devetoro mladih, došli su do saznanja da su sretniji oni koji vode razgovore o onome što je njima važno i što uključuje najveća osobna saznanja. Naprotiv, oni koji su se bavili tračevima su poslije izvjesnog vremena osjećali duboko nezadovoljstvo. 

## Trač kao oblik nasilja
Tračarenje je uobičajen način razgovor i teško ga je izbjeći u svakodnevnom životu, ali je u većini slučajeva bezopasan. Može biti i zabavan, a i pogodan kako bi se naučilo ponešto o sebi i drugima. Cilj trača može biti i povećanje ugleda, da određenoj osobi da na značaju i privuče pozornost. Ipak, postoje i ružne posljedice. Ako se trač koristi kao osveta ili prijetnja, ima svrhu omalovažiti, zaplašiti ili potaknuti na nasilje na nacionalnoj, seksualnoj ili nekoj drugoj osnovi. Istraživanja su pokazala da su kod djece traču sklonije djevojčice što se objašnjava time što trač predstavlja posredan oblik napada (dječaci, naime, radije posežu za izravnijim oblicima napada). Također, djevojčice su usmjerenije na prijatelje, osjećaji su im važniji, pa rabe takve oblike nasilja koji mogu dovesti do raskidanja prijateljstva i izbacivanja iz socijalnih skupina. Roditeljima čija su djeca žrtve tračeva se preporučuje razgovor s djecom o tome, mogu im pomoći savjetima kako se postaviti i biti potpora.

## Vanjske poveznice
- glasine
- ogovaranje